# San Agustín Amatengo
San Agustín Amatenango è un comune del Messico, situato nello stato di Oaxaca.